# Pegomya rubivora
Pegomya rubivora es una especie de díptero del género Pegomya, tribu Pegomyini, familia Anthomyiidae. Fue descrita científicamente por Coquillett en 1897.
Se distribuye por Europa. La especie afecta gravemente a plantas del género Filipendula y Rubus.